# 布丽日特卡·莫尔纳
布丽日特卡·莫尔纳（羅馬化：Brižitka Molnar，1985年7月28日—），塞尔维亚女子排球运动员。她曾代表塞尔维亚国家队参加2008年夏季奥林匹克运动会排球比赛，获得第五名。